# Madalena Cabral

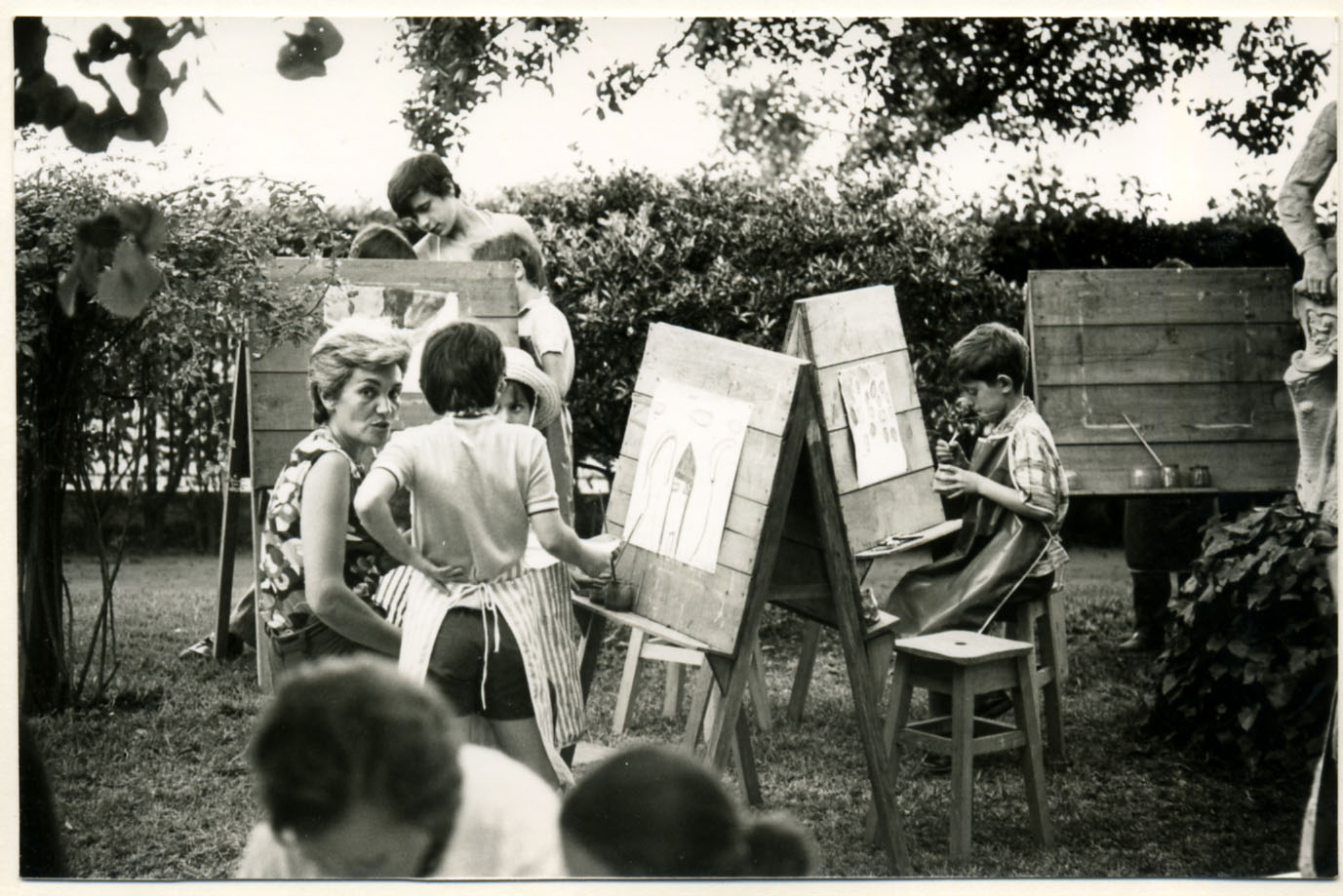
Madalena Cabral nas atividades plásticas no Museu Nacional de Arte Antiga. Fotografia de arquivo do MNAA.

Madalena Cabral (Porto, 29 de novembro de 1922 — Porto, 24 de janeiro de 2015) foi uma pintora que se dedicou à educação pela arte no MNAA, Museu Nacional de Arte Antiga, Lisboa. Também colaborou com o MRAR, Movimento para a Renovação da Arte Religiosa.
Madalena Cabral foi pintora, dedicando-se sobretudo à aguarela. Usufruiu de aulas privadas com a irmã, Carmo Cabral. Essas aulas eram orientadas pelo pintor Heitor Cramez, professor da Escola de Belas Artes do Porto. Na pintura representava sobretudo mulheres que vendiam ou apregoavam produtos na zona de Miragaia, no Porto. Representou também muitas pessoas da família. Junto com a irmã, expos no Porto e em Lisboa, por exemplo no SNI, Serviço Nacional de Informação, suscitando a atenção de Flórido Vasconcelos, um jovem crítico e professor de história da arte na Escola de Belas Artes do Porto. Cedo abandonou a pintura, uma vez que iniciou outras atividades que reorientaram a sua vida. Foi na Escola Secundária António Arroio em Lisboa que realizou o curso de Artes Decorativas.
Cedo se dirigiu para Lisboa onde trabalhou no Museu Nacional de Arte Antiga, iniciando uma carreira em 1952. Lançou no Museu Nacional de Arte Antiga, a partir de 1953, as bases do Serviço de Educação, orientado para a formação artística e cultural das crianças. Este existiu ao lado do MNAA, na designada Casa das Ratas, também na rua das Janelas Verdes. Mais tarde este serviço passou a funcionar no próprio museu, contando com a colaboração de vários monitores e conservadores. Com algumas exceções, Madalena Cabral dedicou toda a sua vida de trabalho a este serviço, criando uma teia de relações entre monitores de outros museus do país. Motivava e entusiasmava muitas crianças para observar obras do MNNA e aspetos da vida quotidiana, encaminhando-as para projetos ligados à arte, à pintura e a múltiplas outras áreas plásticas. Não são possíveis de contabilizar as pessoas que tocou com a sua voz, contagiando-as com a sua vida e energia catalisadora. O seu trabalho no museu de Arte Antiga, bem como outras atividades, levaram-na a viajar e a ingressar num vivo intercâmbio de amizades que se refletiram no seu trabalho com reciprocidade, como é exemplo Harry Holtzman. O seu nome consta na lista de colaboradores do Boletim dos Museus Nacionais de Arte Antiga   (1939-1943).
Como pioneira a desenvolver serviços educativos nos museus portugueses, foi distinguida com o grau de Oficial da Ordem de Santiago da Espada a 26 de abril de 1985. A sua aguarela “Leitura” foi adquirida para o acervo do então Museu de Arte Contemporânea de Lisboa. Em 1948 recebeu o Prémio Henrique Pousão e, quatro anos depois, o Prémio José Tagarro. Em 2002, o Museu Nacional de Arte Antiga promoveu o Encontro “Ver, Rever. Museus, Educação”, em homenagem a Madalena Cabral e ao seu papel pioneiro a nível dos serviços educativos dos museus, trabalho que foi novamente reconhecido em 2013 pela Associação Portuguesa de Museologia, que lhe atribuiu o prémio de “Personalidade do Ano na Área da Museologia”.
Ensaiou alguns cartões para tapeçarias para a Manufatura de Portalegre. No ano de 1964, a sua experiência no trabalho com crianças, associada à participação ativa na vida católica – Madalena Cabral pertenceu à União Noelista Portuguesa, cuja revista “Etoile Noeliste” foi presença constante em sua casa durante a infância –, levou-a a desenvolver uma iniciativa com numerosas crianças que resultou numa exposição em Lisboa de desenhos infantis que se destinaram a ilustrar um Evangelho oferecido ao papa Paulo VI.
Entretanto, os seus conhecimentos sobre têxteis levaram-na a envolver-se na fundação do MRAR – Movimento para a Renovação da Arte Religiosa, em 1953, por intermédio de Maria José de Mendonça (1905-1984), diretora do Museu de Arte Antiga, também noelista e responsável pela organização da 1.ª Exposição de Arte Sacra Moderna, que se apresentou em 1945 no Palácio Galveias, em Lisboa. Madalena Cabral, enquanto sócia fundadora do MRAR, manteve ao longo dos anos uma participação intensa na vida deste Movimento, apresentando conferências, escrevendo artigos e organizando exposições, de que se destaca a intitulada “Paramentaria Moderna”, realizada em 1964 na sé de Lisboa. No biénio 1959-60 foi eleita tesoureira da Direção do MRAR, mas o lugar de destaque de Madalena Cabral situou-se em tudo o que se relacionava com paramentaria, matéria que procurou aprofundar sempre mais e a levou a conhecer Soror Augustina Flüeler (1899-1992), monja do mosteiro de St. Klara, em Stans, na Suíça, que foi a figura de referência na renovação da paramentaria no século XX, com quem permaneceu dez dias no seu convento, bem como a realizar um estágio numa escola em Estocolmo. Madalena Cabral tornou-se, assim, na maior especialista sobre o tema em Portugal, confirmada tanto na teoria como numa prática realizada ao longo de década e meia - com a colaboração de Rafaela Zúquete, Luccia Vila Franca, Sereyra Amzalak, Adele Prosérpio e Babette Avilez -, dando origem a uma vasta obra composta por peças para igrejas como Santo António, em Moscavide, e Santa Isabel, em Lisboa.
Destaca-se a ação do Movimento de Renovação da Arte Religiosa, fundado em 1952 por um grupo de artistas católicos empenhados em elevar a arquitetura religiosa e a arte sacra em Portugal a uma maior dignidade e qualidade plástica, numa oposição formal à manutenção dos modelos arquitetónicos de cariz tradicionalista nas novas construções religiosas dos centros urbanos.
O grupo integrava um grupo significativo de arquitetos recém-licenciados pela Escola de Belas Artes de Lisboa, e outros ainda estudantes reunindo um núcleo destacado de arquitetos, artistas plásticos e historiadores como Nuno Teotónio Pereira, João de Almeida, Nuno Portas, Erich Corsépius, Diogo Pimentel, Luíz Cunha, António Freitas Leal, Manuel Cargaleiro, José Escada, Flórido de Vasconcelos, Madalena Cabral e Maria José de Mendonça, entre muitos outros.

## Ligações Externas
- prémio de "Personalidade do Ano" da Associação Portuguesa de Museologia, Secretariado Nacional da Pastoral da Cultura
- Morreu a pintora Madalena Cabral - Diário de Notícias, 27.1.2015